# Beausale
Beausale är en by i Beausale, Haseley, Honiley and Wroxall, Warwick i Warwickshire i England. Beausale var en civil parish fram till 2007 när blev den en del av Beausale, Haseley, Honiley and Wroxall. Parish har 202 invånare (2001). Byn nämndes i Domedagsboken (Domesday Book) år 1086, och kallades då Beoshalle.